# Franciszek Gągor

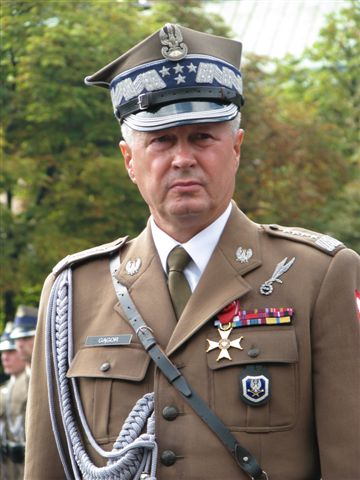
Franciszek Gągor (2008)

Franciszek Gągor (* 8. September 1951 in Koniuszowa, Polen; † 10. April 2010 in Smolensk, Russland) war von 2006 bis zu seinem Tod Oberbefehlshaber der Polnischen Streitkräfte.

## Leben und Laufbahn
Gągor studierte an der Adam-Mickiewicz-Universität Posen und beendete diese 1983 mit einem Master. Daran schloss er ein Aufbaustudium an der Universität Breslau an, welches er 1984 beendete.
1973 beendete Gągor die Offiziersschule in Breslau. 1976 bis 1977 wurde er im Rahmen der United Nations Emergency Force II in Ägypten eingesetzt. 1977 wurde er im Rahmen der United Nations Disengagement Observer Force (UNDOF) Leiter des polnischen Logistikbereichs (Pollog). Im darauf folgenden Jahr wurde er Dozent an einer Schule für Mechanisierte Infanterie und blieb dies bis 1988. Zugleich wurde er 1980 und 1985 bis 1986 wieder im Rahmen der UNDOF eingesetzt, diesmal als Kommandeur der polnischen Truppen. 1988 bis 1990 war Gągor Offizier für die Gefechtstrainingsausbildung. 1989 bis 1990 war er wiederum für UNDOF, als stellvertretender Logistik-Offizier, eingesetzt. In den Jahren 1991 bis 1992 war Gągor im Verteidigungsministerium für die Leitung der Friedenssicherungseinsätze zuständig. 1991 wurde er stellvertretender Kommandeur der polnischen Truppen am Golf und im Lauf des Zweiten Golfkrieges wurde Franciszek Gągor stellvertretender Sektorkommandant der in Kuwait im Rahmen der United Nations Iraq-Kuwait Observation Mission (UNIKOM) stationierten Truppen. Ab 1992 war er wieder im Verteidigungsministerium, als Leiter der Friedenssicherungseinsätze. 1994 bis 1996 war Gągor stellvertretender Direktor für Auslandseinsätze und Leiter der Abteilung für Waffenkontrolle und Friedenssicherung. Als Direktor für Auslandseinsätze war er 1996 bis 1999 eingesetzt. 1997 wurde er zum Brigadegeneral befördert. 1998 promovierte Franciszek Gągor mit der Arbeit Internationale Friedensoperationen sowie ihr Platz in der gegenwärtigen Verteidigungsdoktrin der Republik Polen.
1999 wurde er zum Leiter für die militärischen Einsätze im polnischen Generalstab. 2003 wurde er Assistent des Generalsekretärs der Vereinten Nationen im Irak für UNIKOM. 2003 bis 2004 war er Assistent des Generalsekretärs erneut im Rahmen der UNDOF tätig. In den Jahren 2004 bis 2006 war er Vertreter Polens in der NATO und der Europäischen Union. Am 27. Februar 2006 wurde er zum Generalleutnant (generał broni) und Leiter des Generalstabs der polnischen Armee befördert. Am 3. Mai 2006 erfolgte die Beförderung zum General.
Am 10. April 2010 gehörte Gągor zu einer polnischen Delegation um Staatspräsident Lech Kaczyński, die anlässlich des siebzigsten Jahrestages des Massakers von Katyn zur Gedenkstätte nach Russland reisen sollte. Bei einem Flugunfall der Delegation nahe dem Militärflugplatz Smolensk-Nord kam er jedoch gemeinsam mit weiteren hochrangigen Repräsentanten Polens ums Leben.
Franciszek Gągor war verheiratet und hatte zwei Kinder.

## Auszeichnungen
- Ritter, Offizier und posthum Großkreuz[5] des Ordens Polonia Restituta (Orderu Odrodzenia Polski)
- Verdienstkreuz der Republik Polen in Gold
- Commander der Legion of Merit
- Mitglied der Französischen Ehrenlegion